# Ростовская конка
Росто́вская ко́нка — система конно-железных дорог, функционировавшая в Ростове Ярославской губернии с 1902 по 1921 годы. Использовалась для перевозки грузов.

## История
В ноябре 1898 года предприниматель Кострулин, поставляющий керосин для учреждений и освещения города, обратился в городскую думу с просьбой разрешить провести ему конно-железную дорогу для облегчения доставки грузов. В 1902 году движение было открыто. Просуществовала система до 1921 года.

## Маршрут
Маршрут начинался с поворотного кольца возле фабрики «Рольма», проходил по Ярославской (ныне — Пролетарской) улице, далее по одной из улиц внутри земляного вала, сворачивал к вокзалу и заканчивался поворотным кольцом возле Спасо-Яковлевского монастыря.